# Йонедзава Тору
Йонедзава Тору (нар. 31 жовтня 1958) — колишній японський тенісист.

## Титули на челленджерах

### Одиночний розряд: (1)
| Ранг | Рік  | Турнір          | Покриття | Суперник     | Рахунок  |
| ---- | ---- | --------------- | -------- | ------------ | -------- |
| 1.   | 1986 | Саппоро, Японія | Тверде   | Фукуї Цуйосі | 6–0, 7–5 |